# Clifford Knight
Pour les articles homonymes, voir Knight.
Clifford Knight, né le 7 décembre 1886 à Fulton (Kansas), et mort le 3 juillet 1963 à Los Angeles, est un auteur américain de roman policier.

## Biographie
Après des études au Kansas, il entre à l’université du Michigan et obtient un diplôme en journalisme.  Il travaille ensuite comme éditeur d'un journal de Kansas City et publie sans succès, sous la signature Reynolds Knight, un roman psychologique intitulé Tommy of the Voices en 1918. Il ne reprend la plume que près de dix ans plus tard et, à partir de 1927, fait paraître des nombreuses nouvelles dans des magazines, dont le Ellery Queen's Mystery Magazine. Il déménage ensuite en Californie pour se consacrer à l'écriture. 
En 1937 paraît Le Crabe écarlate, le premier roman policier d'une série consacrée aux enquêtes du professeur d'anglais Huntoon Rogers. Ce héros, en perpétuelle année sabbatique, se trouve mêler à plusieurs intrigues criminelles dans les lieux les plus divers. Ainsi Le Crabe écarlate se déroule en partie sur les Îles Galápagos, alors que disparaît un des membres d'une équipe de scientifiques dans une atmosphère étrange qui préfigure le film italien L'avventura (1960) de Michelangelo Antonioni.  Dans The Affair of the Ginger Lei (1938), l'énigme fort bien ficelée se tisse pendant une course de yachting entre Los Angeles et Hawaï.  The Affair of the Splintered Heart (1942) a lieu à Pearl Harbor quelques mois après l'attaque des Japonais. Les décors du Sud-Ouest des États-Unis sont aussi à l'honneur dans plusieurs œuvres, dont une Californie sous la neige dans The Affair of the Skiing Clown (1941) ; les berges du lac Tahoe dans The Affair of the Crimson Gull (1941) ; le parc national de Yosemite dans The Affair of the Jade Monkey (1943) ; Hollywood et le milieu du cinéma dans The Affair of the Corpse Escort (1946) et une ranch du Nevada dans la nouvelle Un prof qui en savait long (1946).  
Après 1947, Clifford Knight abandonne son personnage pour écrire des romans policiers sans héros récurrent, notamment The Yellow Cat (1950), considéré comme son meilleur ouvrage par le critique américain Anthony Boucher.

## Œuvre

### Romans

#### SérieHuntoon Rogers
- The Affair of the Scarlet Crab (1937) Publié en français sous le titre Le Crabe écarlate, Paris, Librairie des Champs-Élysées, coll. « Le Masque » no 338, 1946
- The Affair of the Heavenly Voice (1937)
- The Affair at Palm Springs (1938)
- The Affair of the Ginger Lei (1938)
- The Affair of the Black Sombrero (1939)
- The Affair of the Painted Desert (1939)
- The Affair in Death Valley (1940)
- The Affair of the Circus Queen (1940)
- The Affair of the Skiing Clown (1941)
- The Affair of the Crimson Gull (1941)
- The Affair of the Limping Sailor (1942)
- The Affair of the Splintered Heart (1942)
- The Affair of the Fainting Butler (1943)
- The Affair of the Jade Monkey (1943)
- The Affair of the Dead Stranger (1944)
- The Affair of the Corpse Escort (1946)
- The Affair of the Golden Buzzard (1946)
- The Affair of the Sixth Button (1947)

#### Autres romans policiers
- Dark Abyss (1949)
- Hangman’s Choice (1949)
- The Yellow Cat (1950)
- The Dark Road (1951)
- Death of a Big Shot (1951)
- Death and Little Brother (1952)

#### Roman signé Reynolds Knight
- Tommy of the Voices (1918)

### Nouvelles

#### Nouvelle de la sérieHuntoon Rogers
- The Affair at the Circle T (1946) Publié en français sous le titre Un prof qui en savait long, Paris, Fayard, Mystère magazine no 19, août 1949

#### Nouvelles isolées
- Desert Slim (1927)
- Flagged with a Fiddle (1927)
- The Wreck of the Jumping Jackrabbit (1927)
- The Lord Mayor of Nippentuck (1927)
- The Buckfoot Sweepstakes (1927)
- The Ham at Eagle Butte (1928)
- The Golden Gizzard (1928)
- The Vanishing Dobe (1928)
- Brick’s Dust (1928)
- Hill-Billy (1930)
- Old Four-Eyes (1931)
- Desert Bum (1932)
- The Operator at Gila Bend (1932)
- Mountain Tallowpot (1932)
- Highball No. 10 (1932)
- Cattle Don’t Have Wings (1932)
- The Engine Buster (1933)
- The Fire-Eatin’ Foll (1934)
- Tale Told in a Caboose (1934)
- Grandstand McGinnis (1934)
- The Cannon Ball Express (1935)
- Wheels Were Made to Roll (1935)
- The Ghost Comes Back (1937)
- The Cinder Mutt (1938)
- Death in the Valley (1957) Publié en français sous le titre Crime dans la vallée, Paris, Fayard, Le Saint détective magazine no 40, juin 1958
- Never Kill a Cop (1957)
- The Sergeant and the Skunks (1959)
- In a Evil Time (1960) Publié en français sous le titre Nul ne connaît son heure, Paris, Fayard, Le Saint détective magazine no 67, septembre 1960

## Sources
- Jacques Baudou et Jean-Jacques Schleret, Le Vrai Visage du Masque, vol. 1, Paris, Futuropolis, 1984, 476 p. (OCLC 311506692), p. 268-269.
- (en) John M. Reilly (Ed.), Twentieth-century crime and mystery writers, New York, St. Martin's Press, coll. « Twentieth-century writers of the English language », 1982 (réimpr. 1991), 2e éd., 1568 p. (ISBN 978-0-312-82417-4, OCLC 6688156), p. 534-535.